# Giovanni Battista Hodierna
Giovanni Battista Hodierna (Ragusa, 1597. április 13. – Palma di Montechiaro, 1660. április 6.) olasz csillagász, Galileo Galilei követője. Egy nagyjából 40 bejegyzésből álló listát készített különféle égi objektumokról, melyekből 19 ma is bizonyíthatóan megtalálható. Munkája többnyire ismeretlen maradt, csak az 1980-as években fedezték fel feljegyzéseit.

## Élete
Hodierna a szicíliai Ragusában született, szegény családban. Tudományos ismereteit feltehetőleg saját magát képezve szerezte.
Fiatalon három üstököst fegyelt meg 1618-19-ben, egy 20-szoros nagyítású Galilei-féle távcsővel. 1622-ben római katolikus pappá szentelték. 1625 és 1636 között szülővárosában teljesített papi szolgálatot, valamint matematikát és csillagászatot tanított.
1637-ben követte Carlo és Gulio Tomas montechiaroi hercegeket a frissen alapított Palma di Montechiaróba, ahol papi szolgálataiért házat és egy földterületet kapott, valamint publikációit is támogatták.
Papi tevékenysége mellett csillagászattal, természetfilozófiával, fizikával, botanikával és más tudományokkal is foglalkozott. Egyebek mellett kifejlesztett egy korai mikroszkópot, amivel rovarok szemét és viperák méregfogait tanulmányozta. Meteorológiai jelenségeket is megfigyelt.
1660. április 6-án hunyt el Palma di Montechiaro-ban.

## Emlékezete
Hodierna tiszteletére a korábban 1990 SE5 ideiglenes néven számon tartott kisbolygót 21047 Hodierna névre keresztelték.